# Liste von Kreuzwegen im Eichsfeld
In der Liste Kreuzwege im Eichsfeld sind Freilandkreuzwege für Orte, die zum historischen Eichsfeld gehören, aufgeführt. Sie ist primär nach Orten sortiert, unabhängig davon, ob es sich um Ortsteile, Gemeinden oder Städte handelt.
Als Kreuzweg wird die letzte Leidensstrecke Jesu Christi bezeichnet und heute überwiegend mit 14 Stationen dargestellt. Kreuzwege stellen einen nachgebildeten Wallfahrtsweg nach und dienen der Andachtsübung.

## Kreuzwege in Kirchen

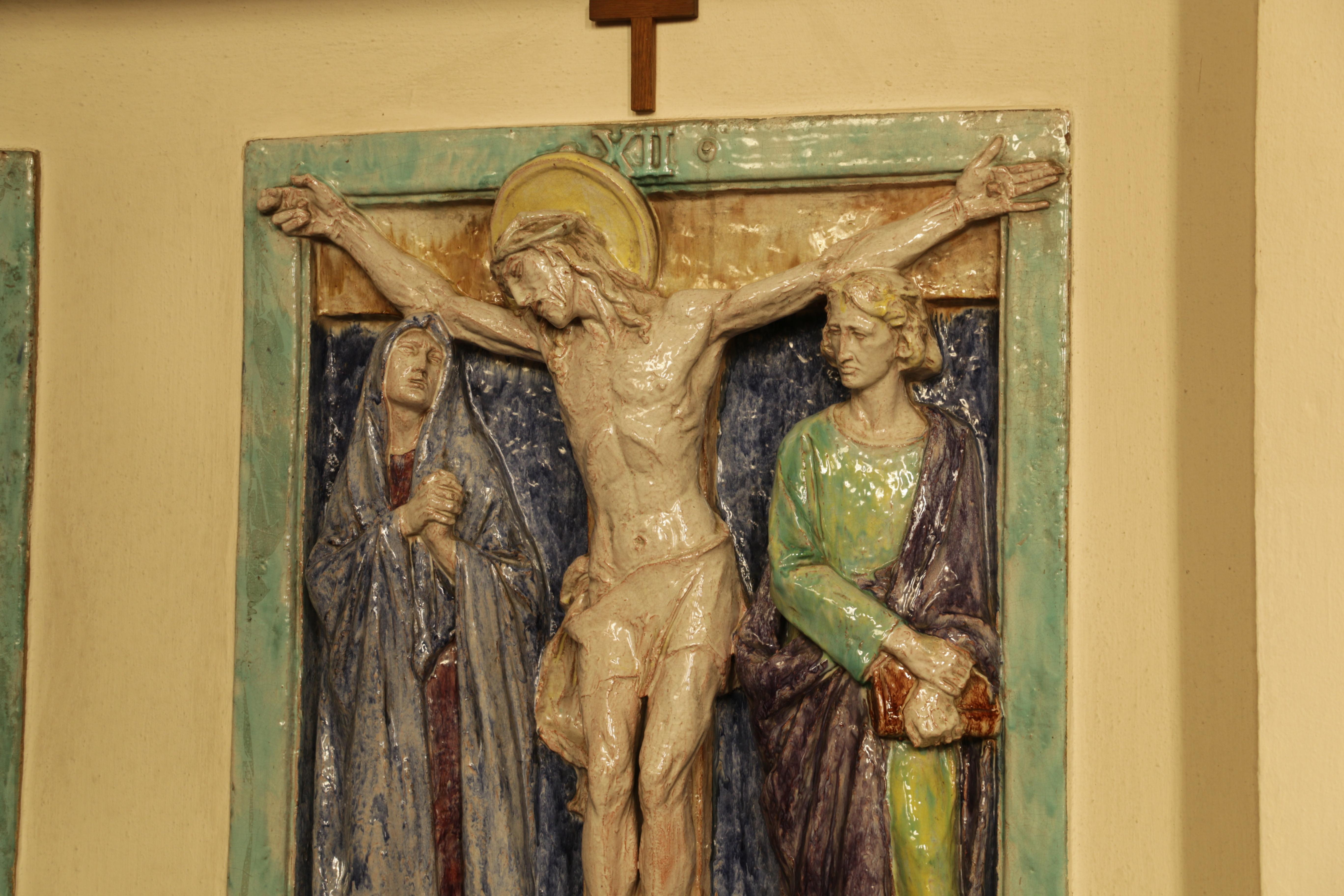
Majolika-Kreuzweg in der Kirche in Effelder

In den meisten katholischen Kirchen und größeren Kapellen finden sich entlang der Seitenwände Bilder, Reliefs oder einfache Darstellungen der Leidensgeschichte. Zu den bekanntesten Kreuzwegen gehört der zwischen 1924 und 1928 von Georg Kemper geschaffene Majolika-Kreuzweg in Effelder.

## Freilandkreuzwege im Eichsfeld
| Ort              | Landkreis             | Errichtet/Geweiht im Jahr          | Beschreibung | Standort (Beginn)                 | Bild             |
| ---------------- | --------------------- | ---------------------------------- | --- | --------------------------------- | ---------------- |
| Bernterode       | Landkreis Eichsfeld   | 1914–1928                          | Tuffsteingrotte als Abschluss | Koordinaten fehlen! Hilf mit.     |                  |
| Bickenriede      | Landkreis Eichsfeld   | 1818                               | Sandsteinstationen mit Muschelkalkreliefs aus dem Jahr 1962 | Koordinaten fehlen! Hilf mit.     |                  |
| Birkenfelde      | Landkreis Eichsfeld   | 1852                               | Stationsweg überwindet etwa 200 Höhenmeter bis auf die Hennefeste Abschluss bildet Marienkapelle                                                                                   | Koordinaten fehlen! Hilf mit.     |                  |
| Birkungen        | Landkreis Eichsfeld   | 1748                               | Sandsteinstationen Abschluss bildet Kapelle der Hl. Helena | Koordinaten fehlen! Hilf mit.     | (weitere Bilder) |
| Bodenrode        | Landkreis Eichsfeld   | 1949/1950                          | Sandsteinstationen mit Terrakottareliefs | Koordinaten fehlen! Hilf mit.     |                  |
| Bodensee         | Landkreis Göttingen   |                                    | Stationsweg führt auf den Höherberg | Koordinaten fehlen! Hilf mit.     |                  |
| Breitenbach      | Landkreis Eichsfeld   | 1873                               | Kreuzweg auf dem ehemaligen Kirchhof „St. Magdalena und Cornelius“ Beginn an der Ölberggrotte, 2002–2005 Sanierung                                                                 | Koordinaten fehlen! Hilf mit.     | (weitere Bilder) |
| Burgwalde        | Landkreis Eichsfeld   | 1881                               | Kreuzweg führt auf den Brink mit der Bonifatiuskapelle Sandsteinstationen mit Muschelkalkreliefs                                                                                   | Koordinaten fehlen! Hilf mit.     | (weitere Bilder) |
| Deuna            | Landkreis Eichsfeld   |                                    | Sandsteinstationen Stationsweg endet am Dünkreuz | Koordinaten fehlen! Hilf mit.     | (weitere Bilder) |
| Dingelstädt      | Landkreis Eichsfeld   | 1752–1764                          | Barockstationen aus Sandstein auf dem Kerbschen Berg | Koordinaten fehlen! Hilf mit.     | (weitere Bilder) |
| Effelder         | Landkreis Eichsfeld   | 1852                               | 1912 Stationsbilder aus Sandstein eingefügt 1979 als Naturdenkmal deklariert 2002 Sanierung                                                                                        | Koordinaten fehlen! Hilf mit.     |                  |
| Geisleden        | Landkreis Eichsfeld   | 1750–1754, erweitert 1786 und 1850 | Sandsteinstationen entlang einer Lindenallee 1969 Erneuerung 2000 Renovierung | Koordinaten fehlen! Hilf mit.     |                  |
| Geismar          | Landkreis Eichsfeld   |                                    | Sandsteinstationen führt über 200 Höhenmeter den Hülfensberg hinauf | Koordinaten fehlen! Hilf mit.     | (weitere Bilder) |
| Germershausen    | Landkreis Göttingen   |                                    | Sandsteinstationen rund um den Wallfahrtsplatz | Koordinaten fehlen! Hilf mit.     |                  |
| Heiligenstadt    | Landkreis Eichsfeld   | 1845–1848                          | Vorgängerkreuzweg existierte bereits führt entlang einer Kastanienallee zur Elisabethhöhe Elisabethkapelle bildet den Abschluss Renovierungen 1924, 1968, 2002                     | Koordinaten fehlen! Hilf mit.     |                  |
| Immingerode      | Landkreis Göttingen   | 1884                               | Sandsteinstationen führt auf den Pferdeberg Kruzifix zum Abschluss des Kreuzweges 1986 Reparatur                                                                                   | Koordinaten fehlen! Hilf mit.     | (weitere Bilder) |
| Kallmerode       | Landkreis Eichsfeld   | 1859                               | Sandsteinstationen Terrakottareliefs hinter einer Glasscheibe | ⊙                                 |                  |
| Kalteneber       | Landkreis Eichsfeld   |                                    | Stationsweg mit Sandsteinklüschen zur Kalteneberschen Klus Reliefdarstellungen | Koordinaten fehlen! Hilf mit.     | (weitere Bilder) |
| Kella            | Landkreis Eichsfeld   |                                    | Sandsteinstationen unmittelbar an der ehemaligen Innerdeutschen Grenze unterhalb der Gobert Kapelle zum Hl. Kreuz bildet den Abschluss                                             | Koordinaten fehlen! Hilf mit.     |                  |
| Kirchgandern     | Landkreis Eichsfeld   | 1850/1852                          | Abschluss des Stationsweges bildet die Magdalenenkapelle ab 1952 infolge des Ausbaus der Innerdeutschen Grenze größtenteils zerstört 1996 Einweihung des neuerrichteten Kreuzweges | Koordinaten fehlen! Hilf mit.     | (weitere Bilder) |
| Küllstedt        | Landkreis Eichsfeld   | 1827–1829                          | Sandsteinstationen mit Terrakottereliefs am Beginn des Stationsweges befinden sich zwei Grotten und am Ende die Antoniuskapelle                                                    | Koordinaten fehlen! Hilf mit.     | (weitere Bilder) |
| Mackenrode       | Landkreis Eichsfeld   |                                    | Sandsteinstationen Mariengrotte am Beginn der Kreuzweges | Koordinaten fehlen! Hilf mit.     | (weitere Bilder) |
| Marth            | Landkreis Eichsfeld   | 1959–1960                          | Sandsteinklüschen 1969 Ersatz der Stationsbilder durch Reliefs 2010 Renovierung | Koordinaten fehlen! Hilf mit.     |                  |
| Neuendorf        | Landkreis Eichsfeld   | 1912 gestiftet                     | 1963 wurde der gesamte Stationsweg wegen der Grenznähe verlegt: 1965–1968 neue Reliefs aus Muschelkalk                                                                             | Koordinaten fehlen! Hilf mit.     |                  |
| Neustadt         | Landkreis Eichsfeld   | 1842                               | Stationsweg führt zur Waldkapelle in Richtung Neubleicherode Restaurierungen 1871 und 1994 2000–2001 neue Bilder auf Kupferblechen geschützt durch Glasfenster                     | ⊙                                 | (weitere Bilder) |
| Renshausen       | Landkreis Göttingen   | 2013                               | Kreuzwegbilder aus der Herz-Jesu-Kirche in Katlenburg wurden in neuerrichtete Gehäuse gesetzt Kreuzweg führt zum Gnadenbild des Hl. Josef                                          | Koordinaten fehlen! Hilf mit.     |                  |
| Silberhausen     | Landkreis Eichsfeld   |                                    | Holzkreuze auf dem Weg zur Kapelle | Koordinaten fehlen! Hilf mit.     |                  |
| Uder             | Landkreis Eichsfeld   |                                    | Sandsteinstationen zur Marienhöhe Abschluss bildet eine Mariengrotte | ⊙ Hinter den Höfen/ Eichenweg     | (weitere Bilder) |
| Wendehausen      | Unstrut-Hainich-Kreis | 1948                               | Start ist in der „Grieskurve“ | Nord 51°9'46,00" Ost 10°14'50,00" |                  |
| Wollbrandshausen | Landkreis Göttingen   |                                    | Sandsteinstationen mit verschließbaren Klüschen führen auf den Höherberg | Koordinaten fehlen! Hilf mit.     |                  |
| Worbis           | Landkreis Eichsfeld   | 1753, erweitert 1866               | 1892 Terrakottareliefs in die Klüschen eingesetzt 1983 durch Ölbilder ersetzt Stationsweg führt hinauf zur Hardtkapelle                                                            | Koordinaten fehlen! Hilf mit.     |                  |
| Wüstheuterode    | Landkreis Eichsfeld   | 1765                               | Sandsteinstationen führen auf den Stationsberg | Koordinaten fehlen! Hilf mit.     |                  |

## Verschwundene Kreuzwege
Ehemalige Kreuzwege sind für folgende Orte bekannt:
- von Dingelstädt zur ehemaligen St. Martinkirche auf dem Kerbschen Berg
- vom ehemaligen Kloster Zella zur Wallfahrtsstätte auf dem Annaberg
- Bilshausen[24]